# Sèrie Radeon 9000
La GPU R300, presentada l'agost de 2002 i desenvolupada per ATI Technologies, és la seva tercera generació de GPU utilitzada a les targetes gràfiques Radeon. Aquesta GPU compta amb una acceleració 3D basada en Direct3D 9.0 i OpenGL 2.0, una millora important en funcions i rendiment en comparació amb el disseny R200 anterior. R300 va ser el primer xip de gràfics de consum totalment compatible amb Direct3D 9. Els processadors també inclouen acceleració GUI 2D, acceleració de vídeo i múltiples sortides de visualització.
Les primeres targetes gràfiques que van utilitzar la R300 que es van llançar van ser la Radeon 9700. Va ser la primera vegada que ATI comercialitzava la seva GPU com a unitat de processament visual (VPU). R300 i els seus derivats formarien la base de les línies de productes de consum i professionals d'ATI durant més de 3 anys.

## Desenvolupament
ATI havia mantingut el lideratge durant un temps amb la Radeon 8500, però NVIDIA va recuperar la corona de rendiment amb el llançament de la línia GeForce 4 Ti. Una nova part d'actualització de gamma alta, el 8500XT (R250), suposadament estava en obres, a punt per competir amb les ofertes de gamma alta de NVIDIA, especialment la línia superior Ti 4600. La informació prèvia al llançament enumerava un nucli de 300 MHz i velocitat de rellotge RAM per al xip R250. ATI, potser conscient del que havia passat amb 3dfx quan es van centrar en el seu processador Rampage, el va abandonar per acabar amb la seva targeta R300 de nova generació. Això va resultar ser un moviment encertat, ja que va permetre a ATI prendre el lideratge en el desenvolupament per primera vegada en lloc de seguir NVIDIA. L'R300, amb la seva arquitectura de nova generació que li donava característiques i rendiment sense precedents, hauria estat superior a qualsevol actualització de l'R250.
El xip R3xx va ser dissenyat per l'equip de la costa oest d'ATI (antigament ArtX Inc.), i el primer producte que el va utilitzar va ser la Radeon 9700 PRO (nom en codi ATI intern: R300; nom en codi ArtX intern: Khan), llançat l'agost de 2002. L'arquitectura de la R300 era força diferent de la del seu predecessor, la Radeon 8500 (R200 ), en gairebé tots els aspectes. El nucli del 9700 PRO es va fabricar en un procés de fabricació de xips de 150 nm, similar a la Radeon 8500. No obstant això, les tècniques de disseny i fabricació refinades van permetre duplicar el nombre de transistors i un augment significatiu de la velocitat del rellotge.
Un canvi important amb la fabricació del nucli va ser l'ús de l'embalatge flip-chip, una tecnologia que no s'utilitzava anteriorment a les targetes de vídeo. L'envàs amb xip giratori permet un refredament molt millor de la matriu girant-lo i exposant-lo directament a la solució de refrigeració. Així, ATI podria aconseguir velocitats de rellotge més altes. La Radeon 9700 PRO es va llançar a 325 MHz, per davant dels 300 inicialment projectats MHz. Amb un recompte de transistors de 110 milions, era la GPU més gran i complexa de l'època. Uns mesos més tard es va llançar un xip més lent, el 9700, que només es diferenciava per les velocitats inferiors del nucli i de la memòria. Malgrat això, la Radeon 9700 PRO tenia un cronometratge significativament superior a la Matrox Parhelia 512, una targeta llançada però mesos abans que R300 i considerada com el cim de la fabricació de xips gràfics (amb 80 milions de transistors a 220 MHz), fins a l'arribada de R300.

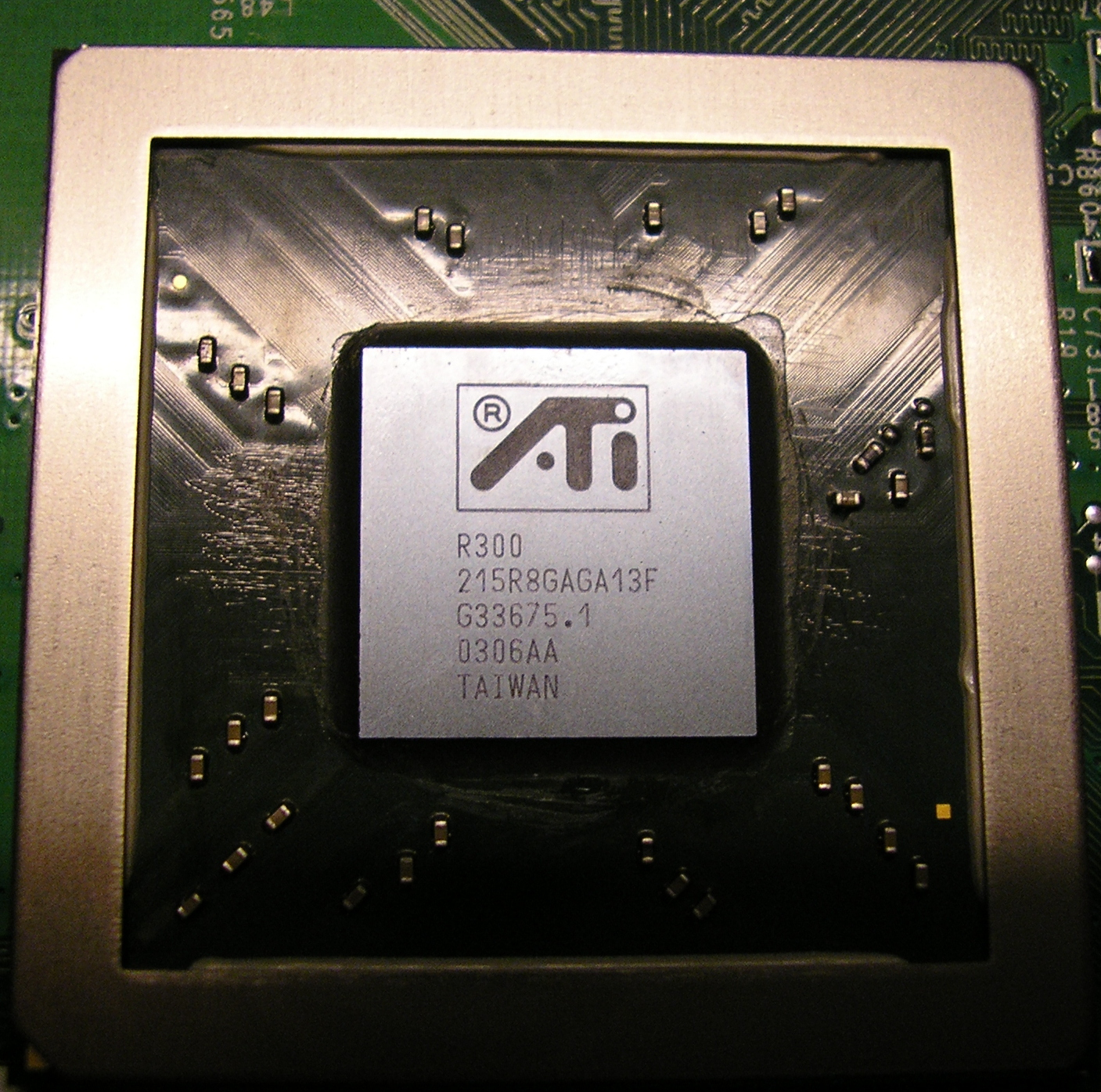
GPU ATI R300

## Arquitectura
El xip va adoptar una arquitectura formada per canalitzacions de 8 píxels, cadascuna amb 1 unitat de mapatge de textura (un disseny de 8x1). Tot i que això es diferenciava dels xips més antics que utilitzaven 2 (o 3 per a la Radeon original) unitats de textura per canalització, això no significava que R300 no pogués dur a terme una textura múltiple tan eficient com els xips més antics. Les seves unitats de textures podien realitzar una nova operació de bucle que els permetia mostrejar fins a 16 textures per passada de geometria. Les textures poden ser qualsevol combinació d'una, dues o tres dimensions amb filtratge bilineal, trilineal o anisòtrop. Això formava part de la nova especificació DirectX 9, juntament amb els shaders de píxels i els ombrejats de vèrtex basats en coma flotant Model 2.0+ més flexibles. Equipat amb 4 unitats d'ombrejat de vèrtex, R300 posseïa més del doble de la capacitat de processament de geometria de la Radeon 8500 anterior i la GeForce4 Ti 4600, a més del conjunt de funcions més gran que s'ofereix en comparació amb els ombrejats DirectX 8.
ATI va demostrar part del que era capaç amb Pixel Shader PS2.0 amb la seva demostració de renderització amb llum natural. La demostració va ser una implementació en temps real de l'article del conegut investigador de gràfics 3D Paul Debevec sobre el tema de la representació d'alt rang dinàmic. Una limitació destacable és que tots els xips de la generació R300 es van dissenyar per a una precisió màxima de coma flotant de 96 bits, o FP24, en lloc del màxim de 128 bits FP32 de DirectX 9. DirectX 9.0 va especificar FP24 com a nivell mínim per complir amb l'especificació de precisió total. Aquest compromís de precisió oferia la millor combinació d'ús de transistors i qualitat d'imatge per al procés de fabricació de l'època. Va provocar una pèrdua de qualitat generalment visiblement imperceptible quan es feia una barreja intensa. Els xips Radeon d'ATI no van superar FP24 fins a R520.